# Vocalizarea tiberiană

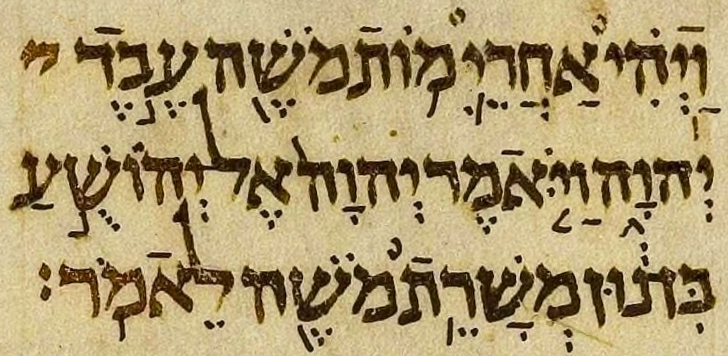
Parte din Codexul Aleppo, Iosua 1:1 (mărit)

Vocalizarea tiberiană, (ori Punctuația Tiberiană, Linierea Tiberiană; în ebraică ניקוד טַבְרָנִי niqqûḏ tiberni), deste un sistem de semne diacritice pentru a reprezenta vocale ori pentru a distinge între diferite pronunții a literelor din alfabetul limbii ebraice. Sistemul a apărut ca urmare a pierderii pronunției autentice a limbii ebraice biblice din Tanakh (Vechiul Testament), din Sfânta Scriptură și celelalte cărți ebraice de pe teritoriul fostului Imperiu Roman. Această pronunție medievală a fost propusă de scribi medievali masoretici, bazându-se pe pronunția din comunitățile iudeice din orașul Tiberia în perioda ca. 750-950 î.Hr.

## Distingerea consoanelor
Litera "sin punct" se distinge între cele două valori ale ש: "sin" שְׂ ori "șin" שֶׁ. Un dagheș indică că litera are rol de consoană, adică este consonată, geminată ori nespirantizată, în timp ce un rafe indică spirantizarea.  Un mappiq (un punct, ca dagheșul),  indică că ה (he) este consonant  (de e.x. Eloa'ah, Gavo'ah, Iah) și nu doar o silabă-coadă, "e" (de e.x. Moșé משׁה).

## Vocale diacritice
Cele șapte vocale cardinale calități ale ebraicii tiberiene indică pur și simplu diacritice dinstincte:

## Cantilație
Cantilația servește atât pentru a însemna strângere cât și punctuație. Metheg poate însemna o strângere secundară. Maqqaf conjugă cuvinte într-o stâgere unitară, care normal ia doar un însemn de cantilație a cuvântului final din unitate.